# 日満 (大石寺)
日満（にちまん、1873年3月5日 - 1951年1月7日）は、大石寺第63世法主。讃岐阿闍梨。自照院。道号は慈円。秋山姓。

## 略歴
- 1873年（明治6年）3月、香川県三豊郡常磐村（現観音寺市）で誕生した。
- 讃岐本門寺系の出身。
- 1931年（昭和6年）、宗祖日蓮大聖人第六百五十御遠忌局長を務める。
- 1937年（昭和12年）、宗務院総監を務める。
- 1946年（昭和21年）1月25日、61世日隆より法の付嘱を受け、大石寺第63世日満として登座。
- 1947年（昭和22年）7月、第64世日昇に法を付属。本因妙寺（正信会に占有された後、平成24年6月18日廃寺。高知県土佐郡土佐町）において隠棲した。
- 1951年（昭和26年）1月7日、77歳で死去した。
  - 遷化の当日、弟子の河辺慈篤に「私は本日死ぬので総代を集めて欲しい」と命じ、集まった本因妙寺の総代達の唱題の中死去した、と言われる。

| 先代 日恭 | 大石寺住職一覧 第63世：1946-1947 | 次代 日昇 |